# Теодор Аксентович
Теодор Аксентович (на полски: Teodor Axentowicz) e полски художник и график от арменски произход, професор и ректор на Академията за изящни изкуства в Краков.

## Биография
Роден на 13 май 1859 г. в Брашов в Седмиградско (Трансилвания), в семейство на полски арменци, което през XVII в. Получава шляхтичка титла и герб Гриф (Jaxa). Бащата Деодат е австрийски съдебен служител, майката Агнешка произхожда от унгарския род Плюшар. Скоро след раждането си е кръстен като римокатолик. Когато навършва три години, семейството му се премества да живее в Лвов. По това време се ражда сестра му Хелена.
В периода 1878 – 1882 г. Аксентович учи в Мюнхен (в средата на октомври 1878 г. е приет в Академията за изящни изкуства – Antikenklasse, през 1882 – 1895 г. следва в Париж (ателието на Каролюс-Дюран). Работи като илюстратор в списания и прави копия на картините на стари майстори, между които на картини на Ботичели и Тициан. В периода 1890 – 1899 г. често пътува до Лондон и Рим, където рисува портрети на жени от полската аристокрация. В Англия се запознава с Иза Гилгуд, за която се жени през 1893 г. Двамата имат осем деца: роденият още в Лондон Филип Томаш Станислав, наречен Томи (1893 – 1915), загинал край Луцк през 1915 г. като офицер в австрийската войска, след смъртта му е създадена картината „Майка над гроба на сина си“ (1915 г.); дъщеря Гладис (1896 г.); Ян Болеслав (1898 – 1967), офицер от Полската армия; Ядвига (1900 г.); Ванда (1901 г.); Ирена /Реня/ (1903 г.); Кажимеж Юзеф (1905 г.); Йежи Арчибалд (1908 г.).

През 1894 г. сътрудничи с Войчех Косак и Ян Стика при реализацията на Рацлавицката панорама. През 1895 г. пристига в Краков, където става професор в Школата по изящни изкуства и остава на тази позиция до 1934 г. През 1897 г. основава школа по изобразително изкуство за жени на ул. „Голембя“ 14, където са се обучавали и Станиславски и Вичулковски.
Съосновател е на Сдружението на полските художници „Изкуство“, чиято цел е организирането на изложби, а към членовете му принадлежат: Юзеф Хелмонски, Юлиан Фалат, Яцек Малчевски, Юзеф Мехофер, Ян Станиславски, Влоджимеж Тетмайер, Леон Вичулковски и Станислав Виспянски.
През 1910 г. става ректор на краковската Академия за изящни изкуства. От 1928 г. е почетен член на Сдружението за насърчаване на изящните изкуства във Варшава. Показва творбите си на изложби в Берлин (1896, 1913), Сейнт Луис (1904), Мюнхен (1905, 1935), Лондон (1906), Виена (1908), Рим (1911), Венеция (1914, 1926), Париж (1921), Чикаго (1927), Прага (1927).
Умира на 26 август 1938 г. Погребан е на Раковицкото гробище в Краков.

## Творчество
Аксентович получава признание като портретист (Газда Пайонк от Нови Живчански, пол. Gazda Pająk z Nowego Żywczańskiego, 1934), художник, който рисува красиви жени („Портрет на дама в черна рокля“, Portret damy w czarnej sukni (1906) и автор на картини, показващи сцени на обреди и обичаи на хуцулите (ценни негови творби са: „Хуцулско погребение“, Pogrzeb Huculski (1882), „Празник на Йордан“, Święto Jordanu (1893) и „Коломийка“, Kołomyjka (1895). В периода 1911 – 1912 г. въз основа на скица от 1900 г. създава композицията „Полски посланици при Хенрик Валези“, Poselstwo polskie u Henryka Walezego, а също и творби, свързани с арменците: „Покръстването на Армения“ (1900) и „Арменците в Полша“ (около 1930).
Създава също графики за илюстрации и проектира плакати за изложби. Автор е на проект за витраж за арменската катедрала в Лвов (1895 г.), който обаче не е реализиран. Той е и един от основателите на дружеството Любители на историята и забележителностите в Краков, на виенския „Сецесион“ и на Националното сдружение за изящни изкуства във Франция. През 1906 г. Архиепископ Юзеф Теодорович кани Теодор Аксентович и приятеля му от Академията, Юзеф Мехофер, да участват в работите по реновацията на арменската катедрала в Лвов. Предложението е подкрепено от комитета за реставрация на храма. Предлагат на Аксентович да проектира новия олтар от мрамор, мозайката в централната апсида и амвона.

## Памет
През 1998 г. в Националния музей в Краков се провежда монографична изложба на художника, придружена от изчерпателен каталог.

## Галерия
- Под бремето на нещастието
- Коломийка, 1895 г.
- Дама в парка, 1899 г.
- Пролет, 1900 г.